# عبدالمناف نورمحمدوف
عبدالمناف نورمحمدوف (انگلیسی: Abdulmanap Nurmagomedov; ۱۰ دسامبر ۱۹۶۲ – ۳ ژوئیهٔ ۲۰۲۰) ورزشکار و مربی هنرهای رزمی ترکیبی اهل روسیه بود.
نورمحمدوف یک کهنه سرباز نظامی روس، جودوکار سابق و مربی ورزش‌های رزمی بود. در سپتامبر ۲۰۱۹، نام او توسط کتاب رکوردهای روسیه به عنوان موفق‌ترین مربی سامبوی رزمی در این کشور ثبت شد. او سرمربی تیم ایگلز ام‌ام‌ای بود و مربیگری دو قهرمان یواف‌سی، پسرش حبیب نورمحمدوف و همچنین اسلام ماخاچف، را بر عهده داشت.